# EC São José (Porto Alegre)
EC São José is een Braziliaanse voetbalclub uit Porto Alegre in de staat Rio Grande do Sul.

## Geschiedenis
De club werd in 1913 opgericht door katholieke studenten van het Colégio São José de Porto Alegre. In 1914 speelde de club voor het eerst competitievoetbal, destijds was dat het stadskampioenschap Campeonato Citadino de Porto Alegre. De competitie werd en wordt nog steeds gedomineerd door de twee grootmachten uit de stad, die ook op nationaal niveau een rol van betekenis spelen, Internacional en Grêmio. Na enkele omzwervingen kocht de club in 1939 de grond waar het huidige stadion op staat. Op 24 mei 1940 opende het stadion dat plaats bood aan 10.000 toeschouwers. In tegenstelling tot de meeste andere staatscompetities werd het Campeonato Gaúcho via een eindronde gespeeld tot 1960 waardoor de club enkel op lokaal niveau actief was. Vanaf 1961 werd er een reguliere competitie opgezet voor de grootste clubs van de staat. Na twee seizoenen moest de club een stap terugzetten naar de tweede klasse. In 1967 promoveerde de club en speelde nu tot 1976 in de hoogste klasse. Na nog een eenmalige passage in 1982 speelde de club veertien seizoenen lang in de tweede klasse alvorens weer te promoveren in 1996. Nu werd de club wel een vaste waarde.
In 1997 speelde de club voor het eerst in de nationale Série C en bereikte daar de tweede ronde, die ze verloren van Avaí. Ook in 1998 bereikte de club de tweede ronde en verloor nu van São Caetano. In 2001 en 2003 werd de club telkens in de groepsfase uitgeschakeld. In 2009 plaatste de club zich ook voor de pas ingevoerde Série D en bereikte de tweede ronde, waarin ze verloren van Londrina. In 2010 eindigde de club op een vierde plaats in de competitie, een van de beste noteringen in de geschiedenis. In de daaropvolgende Série D konden ze echter niet de tweede ronde bereiken. Na een paar middelmatige seizoenen eindigde de club in 2016 in de eerste fase op een tweede plaats met slechts één punt achterstand op het grote Grêmio en twee punten voorsprong op Internacional. In de tweede fase werd Novo Hamburgo verslagen, maar in de halve finale strandden ze wel tegen Internacional. In de Série D van dat jaar werden ze laatste in de groepsfase. Door een competitiewijziging mocht de club door de goede notering in 2016 ook in 2017 in de Série D aantreden. De club bereikte nu de kwartfinale tegen Atlético Acreano en zag zo de promotie naar de Série C net voorbij gaan. In de staatsbeker bereikte de club de finale en won deze van Aimoré. Begin 2018 mocht de club daardoor aantreden in de Recopa Gaúcha tegen staatskampioen Novo Hamburgo en won ook deze trofee. In de staatscompetitie verloor de club in de halve finale van Brasil de Pelotas. De overwinning in de Copa FGF leverde ook een nieuwe deelname aan de Série D op. De club won alle groepswedstrijden en versloeg daarna ook nog Novo Hamburgo Atlético Tubarão en Linense. In de halve finale verloren ze van Ferroviário, maar als halvefinalist leverde dat wel een promotie op naar de Série C. In 2024 degradeerde de club na zes jaar uit de série C. 

## Erelijst
Copa FGF
2017, 2024
Recopa Gaúcha
2018

## Bekende ex-spelers
- Fabiano Eller dos Santos